# Ljestvica boli Svjetske zdravstvene organizacije
Ljestvica boli (engleski, pain ladder) je izraz koji je skovala Svjetska zdravstvena organizacija (SZO) za opisivanje korištenja lijekova u liječenju boli kod raka, te ga koristi u smjernici za to liječenje. Izvorno se ljestvica boli koristila samo u vezi liječenja tumorske boli, ali danas se u medicini široko koristi kod liječenja svih oblika boli.
Prinicip ljestvice boli zasniva na tome da se u liječenju boli počinje s lijekovima prvog reda, a ako je
bol još prisutna penje se na sljedeću višu ljestvicu jačih lijekova. na dnu ljestvice su lijekovi koji se mogu dobiti i bez recepta i s minimalnim nuspojavama, preko jačih lijekova na recept, pa sve do opioida.
Smjernica SZO preporuča primjenu lijekova na usta čim bol počne i to, ako bol nije jaka, počinje se s blažim neopioidnim lijekovima kao što su paracetamol, dipiron, nesteroidni protuupalni lijekovi ili COX-2 inhibitori. Ako bol nije u potpunosti nestala, ili ako pogoršanje bolesti zahtijeva jače liječenje boli, u liječenje se uz neopioidne lijekove koje pacijent već uzima dodaju još i blagi opioidi kao što su kodein fosfat, dekstropropoksifen, dihidrokodein ili tramadol. 
Ako blagi opioidi nemaju učinka, idući korak na ljestvici jest zamijeniti ih jačim opioidima kao što su morfin, diamorfin, fentanil, buprenorfin, oksimorfon, oksikodon, hidromorfon, uz nastavljanje primjene neopioidnih lijekova. Doza jakih opioida postupno se podiže sve dok se ne postigne da pacijent više ne osjeća bol ili dok se ne uspostavi maksimalno moguće olakšanje bez nepodnošljivih nuspojava.
Ako je bol već u početku jaka, prve dvije stepenice moraju se preskočiti i odmah se počinje primjena jakih opiodinih
lijekova u kombinaciji s neopioidnima.

Donja stepenica (blaga bol)- neopioidni lijekovi +/- adjuvant
Srednja stepenica ( umjerena bol)-slabi opioidi +/- neopioidni lijekovi +/- adjuvant
Najviša stepenica ( jaka bol)-jaki opioidi +/- neopioidni lijekovi +/- adjuvant

Ne mogu se sve vrste bolova u potpunosti ublažiti klasičnim analgeticima, i zato se istodobno s analgeticima u bilo kojoj fazi mogu koristiti i lijekovi koji se tradicionalno ne smatraju analgeticima ali u nekim slučajevima smanjuju bol, tzv. adjuvantni lijekovi. Takvi lijekovi su, primjerice, steroidi (smanjuju upalnu komponentu boli) bifosfonati (kod koštanih metastaza); nadalje, triciklički antidepresivi, antiaritmici klase I i antikonvulzivi su lijekovi izbora za neuropatsku bol. Do 90% oboljelih od malignoma u završnoj fazi koriste adjuvantne lijekove za bol. Mnogi adjuvanti nose velik rizik od ozbiljnih komplikacija.
|  | Molimo pročitajte upozorenje o korištenju medicinskih informacija. Ne provodite liječenje bez savjetovanja s liječnikom! |